# Friedrich Bunte

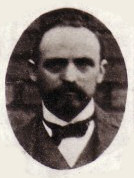
Fritz Bunte (1899)

Friedrich „Fritz“ Bunte (* 20. Dezember 1858 in Vilsendorf (Kreis Bielefeld); † 18. September 1901 in Bielefeld) war ein deutscher Gewerkschafter. Er war einer der drei „Kaiserdelegierten“ und der erste Vorsitzende einer Bergarbeitergewerkschaft im Ruhrgebiet.

## Leben und Leistungen

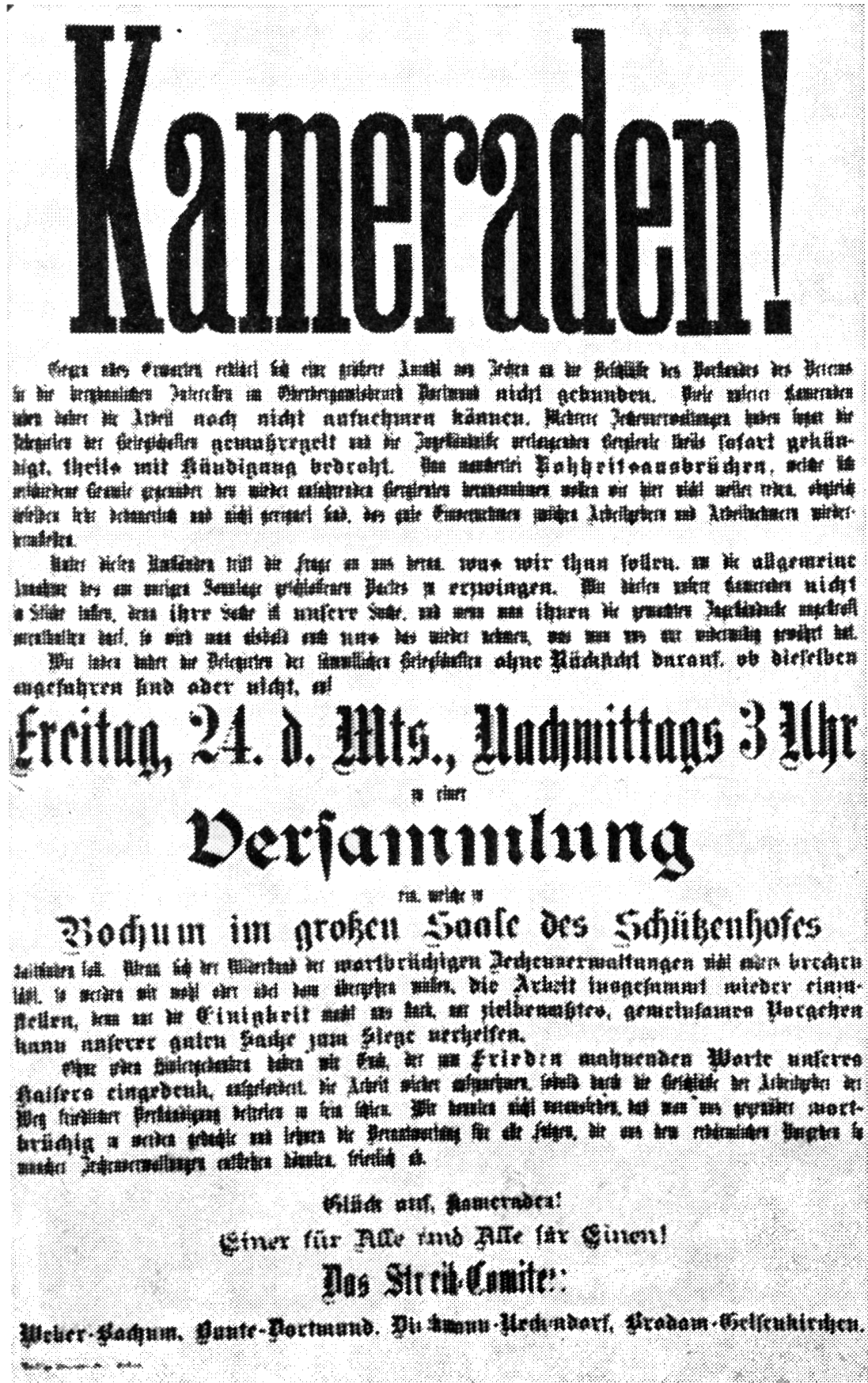
Von Fritz Bunte mitunterzeichneter Versammlungsaufruf während des Bergarbeiterstreiks 1889

Fritz Buntes Vater war Fabrikarbeiter. Er besuchte die Volksschule und absolvierte danach eine Dreherlehre. Während der Zeit des Sozialistengesetzes war er Kassierer der Sozialdemokratischen Partei Deutschlands (SPD) in Bielefeld und Bevollmächtigter des Metallarbeiter-Verbands. Um 1890 war er Eigentümer einer Wollwarenhandlung in Bielefeld. Von 1899 bis 1901 war Bunte Vertrauensmann und zugleich teilbesoldeter Bezirksleiter des Metallarbeiterverbands für Westfalen. Weiterhin war er Mitglied der Agitationskommission für das östliche Westfalen.
Bunte war Bergmann auf der Zeche Westphalia in Dortmund. Während des Bergarbeiterstreiks von 1889 gehörte er dem Centralstreikkomitee an. Am 9. Mai wurde von einer Bergarbeiterversammlung in Dorstfeld beschlossen, eine Deputation zu Kaiser Wilhelm II. nach Berlin zu entsenden, um dem obersten Bergherrn die Streikgründe darzulegen. Dies war im wilhelminischen Kaiserreich eine unerhörte und aufsehenerregende Entscheidung. Obwohl Otto von Bismarck Wilhelm II. davon abriet, die Bergleute zu empfangen, erhielten diese am 14. Mai die Gelegenheit, ihre Klagen beim Kaiser vorzubringen. Gemeinsam mit Ludwig Schröder und August Siegel war Bunte einer der „Kaiserdelegierten“.
Fritz Bunte wurde in der Folge eine führende Person in der Gründungsphase der deutschen Bergarbeitergewerkschaften. Als am 18. August 1889 in Dorstfeld die Gründungsversammlung des Verbandes zur Wahrung und Förderung der bergmännischen Interessen in Rheinland und Westfalen tagte, wurde Bunte zum ersten Vorsitzenden gewählt.
Er kandidierte für die SPD bei der Reichstagswahl 1898 und unterlag.
Unter anderem ist in Duisburg-Walsum eine Straße nach Friedrich Bunte benannt.